# 陸德培
陸德培（？年—？年），字古棠。雲南省昆明縣人，道光十七年（1837年）丁酉科舉人，咸豐八年（1858年）署四川鄰水縣知縣。同治四年（1865年）署會理州知州。同治四年（1865年）十一月補新津縣知縣。後卒於鹽源署，潾水人民建有專祠祭祀。